# Bainbridge (Géorgie)
Pour les articles homonymes, voir Bainbridge.
Bainbridge est une ville et le siège du comté de Decatur en Géorgie aux États-Unis. Elle doit son nom au commodore de l'US Navy William Bainbridge, héros de la Guerre de 1812. Sa population était de 11 722 habitants lors du recensement de 2000.

## Histoire
James Burges fut le premier européen à occuper les lieux, à la fin du XVIIIe siècle. Il y établit un poste de commerce:120. La ville fut nommée en l'honneur de William Bainbridge, commander of the USS Constitution ("Old Ironsides"), et elle fut incorporée le 22 décembre 1829.

## Démographie
| 1860  | 1870  | 1880  | 1890  | 1900  | 1910  |
| ----- | ----- | ----- | ----- | ----- | ----- |
| 1 869 | 1 351 | 1 436 | 1 668 | 2 641 | 4 217 |

| 1920  | 1930  | 1940  | 1950  | 1960   | 1970   |
| ----- | ----- | ----- | ----- | ------ | ------ |
| 4 792 | 6 141 | 6 352 | 7 562 | 12 714 | 10 887 |

| 1980   | 1990   | 2000   | 2010   | - | - |
| ------ | ------ | ------ | ------ | - | - |
| 10 553 | 10 712 | 11 722 | 12 697 | - | - |